# Une longue vie heureuse (film, 2013)
Pour le film de Guennadi Chpalikov sorti en 1966, voir Une longue vie heureuse.
Pour plus de détails, voir Fiche technique et Distribution.
Une longue vie heureuse (en russe : Долгая счастливая жизнь, Dolgaya schastlivaya zhizn) est un film russe réalisé par Boris Khlebnikov, sorti en 2013.

## Synopsis
Sascha gère une vieille ferme collective dans la péninsule de Kola et a une liaison avec Anya.

## Fiche technique
- Titre français : Une longue vie heureuse[1]
- Titre original : Долгая счастливая жизнь (Dolgaya schastlivaya zhizn)
- Réalisation : Boris Khlebnikov
- Scénario : Aleksandr Rodionov et Boris Khlebnikov
- Photographie : Pavel Kostomarov
- Montage : Ivan Lebedev
- Production : Roman Borisevich et Aleksandr Kushaev
- Société de production : Koktebel Film Company
- Pays :  Russie
- Genre : Drame
- Durée : 77 minutes
- Dates de sortie : 
  -  Russie : 11 avril 2013

## Distribution
- Aleksandr Yatsenko : Alexander « Sascha » Sergeevich
- Anna Kotova : Anya
- Vladimir Korobeynikov : Volodia
- Sergey Nasedkin : Serega
- Evgeniy Sytyy : Zhenia
- Inna Sterligova : la femme de Zhenia
- Aleksandr Alyabev : Sashka
- Gleb Puskepalis : Olezhka

## Distinctions
Le film est présenté en sélection officielle en compétition à la Berlinale 2013.